# Yellow Cup Dezember 2017
Der Yellow Cup ⅩⅬⅥ (Dezember 2017) in der Schweizer Stadt Winterthur war die 46. Austragung des Yellow Cups, eines jährlich ausgetragenen Handball-Turniers von Yellow Winterthur.

## Modus
In dieser Austragung spielten 4 Mannschaften im Modus «K.-o.-System» um den Cup.

## Resultate

### Turnierbaum
|  | Halbfinal | Halbfinal | Halbfinal |  |         | Final            | Final            | Final            |
|  |           |           |           |  |         |                  |                  |                  |
|  |           |           |           |  |         |                  |                  |                  |
|  |           | Schweiz   | 32        |  |         |                  |                  |                  |
|  |           | Serbien   | 28        |  |         |                  |                  |                  |
|  |           |           |           |  | Schweiz | 29               |                  |                  |
|  |           |           |           |  |         | Russland         | 30               |                  |
|  |           | Russland  | 25        |  |         |                  |                  |                  |
|  |           | Rumänien  | 18        |  |         | Spiel um Platz 3 | Spiel um Platz 3 | Spiel um Platz 3 |
|  |           |           |           |  |         |                  | Serbien          | 21               |
|  |           | Rumänien  | 28        |  |         |                  |                  |                  |
|  |           |           |           |  |         |                  |                  |                  |

### Spiele

#### Halbfinal
| 29. Dezember 2017 18:20 Uhr | Schweiz                           | 32 : 28      | Serbien                  | Eulachhalle Zuschauer: 1550 Schiedsrichter: Gubica, Milošević |
| 29. Dezember 2017 18:20 Uhr | meiste Tore: von Deschwanden (11) | (18 : 15)    | meiste Tore: Đorđić (10) | Eulachhalle Zuschauer: 1550 Schiedsrichter: Gubica, Milošević |
| 29. Dezember 2017 18:20 Uhr | Strafen: 2×                       | Spielbericht | Strafen: 2× 4×           | Eulachhalle Zuschauer: 1550 Schiedsrichter: Gubica, Milošević |

| 29. Dezember 2017 21:00 Uhr | Russland                 | 25 : 18      | Rumänien                | Eulachhalle Zuschauer: 755 Schiedsrichter: Brunner, Salah |
| 29. Dezember 2017 21:00 Uhr | meiste Tore: Dibirow (6) | (13 : 10)    | meiste Tore: Rotaru (4) | Eulachhalle Zuschauer: 755 Schiedsrichter: Brunner, Salah |
| 29. Dezember 2017 21:00 Uhr | Strafen: 3×              | Spielbericht | Strafen: 3× 1×          | Eulachhalle Zuschauer: 755 Schiedsrichter: Brunner, Salah |

#### Final
| 30. Dezember 2017 18:20 Uhr | Schweiz                          | 29 : 30      | Russland                    | Eulachhalle Zuschauer: 1620 Schiedsrichter: Gubica, Milošević |
| 30. Dezember 2017 18:20 Uhr | meiste Tore: von Deschwanden (8) | (16 : 14)    | meiste Tore: Schitnikow (8) | Eulachhalle Zuschauer: 1620 Schiedsrichter: Gubica, Milošević |
| 30. Dezember 2017 18:20 Uhr | Strafen: 3×                      | Spielbericht | Strafen: 3× 2×              | Eulachhalle Zuschauer: 1620 Schiedsrichter: Gubica, Milošević |

#### Spiel um Platz 3
| 30. Dezember 2017 21:00 Uhr | Serbien                   | 21 : 28      | Rumänien                   | Eulachhalle Zuschauer: 920 Schiedsrichter: Sager, Styger |
| 30. Dezember 2017 21:00 Uhr | meiste Tore: Marsenić (8) | (13 : 15)    | meiste Tore: Csepreghi (6) | Eulachhalle Zuschauer: 920 Schiedsrichter: Sager, Styger |
| 30. Dezember 2017 21:00 Uhr | Strafen: 3× 2×            | Spielbericht | Strafen: 3× 1×             | Eulachhalle Zuschauer: 920 Schiedsrichter: Sager, Styger |

## Torschützenliste
Bei gleicher Anzahl von Treffern sind die Spieler alphabetisch geordnet.
| Pl. | Spieler               | Land     | Tore |
| --- | --------------------- | -------- | ---- |
| 1.  | Lukas von Deschwanden | Schweiz  | 19   |
| 2.  | Petar Đorđić          | Serbien  | 14   |
| 3.  | Timur Dibirow         | Russland | 11   |
| 3.  | Mijajlo Marsenić      | Serbien  | 11   |
| 3.  | Dmitri Schitnikow     | Russland | 11   |

## Auszeichnungen
| Auszeichnung         | Spieler          | Land              |
| -------------------- | ---------------- | ----------------- |
| MVP                  | Timur Dibirow    | Russland          |
| Bester Torhüter      | Nikola Portner   | Schweiz           |
| Fairnesspreis        | -                | Rumänien          |
| Pechvogelpreis       | Nemanja Ilić     | Serbien           |
| Besondere Verdienste | Jérôme Waldbauer | Hotel Banana City |